# 个人主义
個人主義（英語：Individualism）是強調個人內在價值的道德立場、政治哲學、意識形態和社會（價值）觀。 個人主義提倡個人（生涯）目標和願望的實現，重視（個人思想與行動的）獨立和自力更生，主張個人利益優先於國家或社會群體，反對社會或政府等機構對個人利益的外部性干涉。 個人主義的定義通常與極權主義和集體主義社會形式形成對比。
個人主義把個人放置在其關注焦點，並開展於如此前提「在解放的奮鬥中，人類個體被置於最重要的位置」。 無政府主義、存在主義、自由主義和自由意志主義是將人類個體作為分析中心單元的思想運動的例子。 個人主義涉及“個人享有自由和自我實現的權利”。
個人主義也與藝術式或波希米亞主義的群體關注和生活型態有關聯；在這種情況下，人們有發展或形成其個人身份認同或自我概念，以及嘗試新想法、方法或活動的行動或過程的傾向。該傾向經常與傳統或大眾流行意見與行為相左，例如擁有人文主義式的哲學觀點和倫理觀念。
一些研究指出，平均而言，個人主義傾向越顯著的國家或地區，收入不平等的程度越低，且就算在控制包括其他文化性價值觀在內的其他的變因後，這種（負向的）關係依舊存在。
個人主義經常被與利己主義相混淆，但事實上個人主義與利己主義不相同。

## 政治個人主義
在政治哲學上，個人主義主張國家應該主要作為保護個人自由的工具，保護個人能在不侵犯他人同等自由的情況下作出任何他想做的事情。這與集體主義的理論相反：集體主義認為個人的存在是為了替社會的整體利益服務。集體主義與共产主义和法西斯主義類似，共产主义和法西斯主義要求個人必須替國家的利益服務。個人主義一詞也被用以描述「個人的進取性」和「個人的自由」，更明白的說便是法語裡的「自由放任」（laissez faire）一詞，這一詞代表「讓他做、讓他去、讓他走」。
在實踐上，個人主義最關注的是保護個人免受國家的侵犯。舉例而言，個人主義通常反對不健全的民主制度，除非有一套憲法能夠保護個人免受多數暴力，否则不健全的民主制度只是多数人的暴政。公民和經濟的自由都是個人主義著重的。個人主義最極力避免的是商業和產業力量被過度集中於國家的手上，因為這會造成兩個問題：民選的民意代表並沒有能力和責任感去處理這麼多公司，同時也會造成公共行政牽涉到大量的資金；在個人主義者看來，「國家的健康」是根基於個人各自追求利益的努力上的。個人主義也可能採取極端的形式，例如個人無政府主義的形式。
個人主義者將社會視為是「許多個人一起運作」以改進他們各自幸福的架構。每個獨立的個人不該被強制視為是統一的團體裡的一份子。事實上，每個人本身都是一個獨立的個體，而社會是透過這些個體所組成的一個架構。而國家則是組織化的社會形式，藉由法律來「保護個人自由」（由國家提供保護服務）。也因此，個人主義的政治理念通常傾向於提倡保護或保障個人自由的法律，并反抗將個人置於群體之下的法律。

## 個人主義和社會
让-雅克·卢梭的「社會契約」理論主張，個人的意願註定必須服從於所謂的「公義」。這種將個人地位置於群體之下的理論在根本上與個人主義的哲學相反，個人主義強調個人進入社會的目的是為了追求他自己的利益—或至少有其權利去替他自己的利益著想，而無須考量社會的利益（但個人主義者不該等同利己主義）。個人主義反對任何要求個人犧牲其私利以達成「更高」社會目標的意識形態。
社會和團體可能是不同的，這取決於它們是屬於「利己的」（個人主義的、或追求私利的）還是「利他的」（以群體或社會為方向）傾向。同時，貶低個人地位的社會也可以分為以「刑罰」作為手段（例如中世紀的歐洲）或以「羞辱」作為手段（例如日本，違反群體規範的個人便是「讓祖先蒙羞」）的社會，在後者的社會裡，人們必須不斷回顧自己的言行，以確保那樣的行為是「可以被接受的」（這種現象又稱為團體迷思）。
衡量一個社會是否是「個人主義」的標準則會隨著時間和國家而改變。舉例而言，日本社會是非常以群體為取向的（例如「決定」往往是由團體的共識所達成，而非個人），而且也被稱為「人格發展緩慢」（與西方國家相較）的社會。而美國即便時常被認為是屬於個人主義社會的「最極端」，然而被批評違反個人主義的事件與產物卻層出不窮，如戰間期的羅斯福新政到現在的反恐戰爭，美國為了「公共利益」犧牲「個人權益」的頻率更遠勝許多如丹麥等代表集體主義的國家。而歐洲社會則長期以來較傾向於被認為「公共精神」、國家的「社會主義」政策、以及「公共」的代表。
約翰·加爾布雷斯曾經提出一個經典的對照，他比較了「個人富裕而公共窮困」的美國和其他「個人窮困而公共富裕」的國家—例如歐洲，這種差異往往是和個人主義的程度和公共領域對於個人的干涉及課稅程度一致的。
個人主義經常被人與極權主義和集體主義相對照，但事實上這種政治光譜分布相當廣泛和多元，從高度個人主義的社會（例如美國）到混合的社會（例如二戰後的英國）、到徹底集體主義的社會都存在著。一些集體主義者（尤其是無政府共產主義或自由社會主義者）在主張廢除經濟自由的同時，卻也主張維持自由思想和個人自由，反對極權主義的行動。然而，支持經濟自由的個人主義者如弗里德里克·哈耶克則主張，經濟上的自由是公民和政治自由所不可或缺的要件，限制經濟自由的國家最後必然會開始限制公民和政治的自由。
個人主義有時會與某些意識形態例如個人無政府主義、自由意志主義、或古典自由主義相連結，主張個人的行動應該由個人自行決定，除非牽涉到強迫力量的運用，否則國家或社會沒有權利對於一個人的決策過程加以干涉。這種理論在有關產業管制政策的辯論裡相當常見。

## 經濟個人主義
在經濟上，個人主義主張每個人都應該被允許作出他自己的經濟決定，而反對由國家或社會共同體加以干涉。同時個人主義也支持個人擁有財產的自由，反對由國家或群體加以安排。這樣的經濟制度通常被稱為自由放任或資本主義。而除了資本主義的支持者以外，個人無政府主義者中也存在互惠主義這種左翼的經濟個人主義支持者，反對右翼的權貴至上的資本主義的支持者。
而現代資本主義的批評者則主張資本主義並非根基於個人之上，而是根基於公司和制度之上，而個人所扮演的角色主要是由這些制度所決定的。不過，與其他各種形式的政治集體主義相較，資本主義通常被認為是個人主義的制度，因為參與這樣的制度是出於自願和個人選擇的。然而，資本主義也確實能在一些集體主義的社會運行，唯一的差別只在於：這是出自於個人的需求還是團體的需求。

## 公民個人主義
公民個人主義（Civic privatism），作為政治學中一個理論，根據Steven A. Peterson所指，體現為關注對家庭、職業和休閒的自私追求的一種個人主義，而較少談論政治。

## 反對觀點
強調公共措施和社會責任的人認為，他們的政策其實是對個人有利的，并認為過度的個人主義會造成個人傷害了他們自身。但個人主義者則以現實的角度反駁道：這樣的公共措施往往會造成許多意料之外的後果，而遠非他們當初所設想的情況。

## 各地区情况

### 美国
在美國，個人主義則時常和個人責任、能力而非利益連結。美國並沒有一套全民健保的制度，這正是因為相信個人（而非社會）應該替自己負起責任，反而是以集體利益為出發點。但美國的制度遭到了歐洲和其他擁有全民健保制度的國家的廣泛批評，他們認為國家應該保護個人免受意外的健康問題傷害。在美國，健康保險是透過私人的契約加以提供的，而對於老人及身心障礙人士，政府則會提供他們部分負擔的醫療保險（Medicare）使他們能夠享有基礎的醫療服務。
美国的个人主义被认为更多的是一种反国家主义，而不是对个人独立的追求。

### 日本
在武士道精神以及日本军国主义的影响下，在二战之前，集体主义一直属于日本文化主流。而在战后，特别是数次经济景气后日本人的物质生活得以逐渐改善，日本人普遍更倾向于个人主义。

### 瑞典
瑞典的社会被描述为国家个人主义，其中国家的干预将人们从对家庭、教会和私人慈善机构的依赖中解放出来，增强了个人的自主权。

## 外部連結
- Individual-I（页面存档备份，存于）
- Manifesto 由美國個人無政府主義者約書亞·沃倫（Josiah Warren）所著的古典個人主義論文